# Ministère de l'Environnement (Japon)
Pour les articles homonymes, voir Ministère de l'Environnement.
Le ministère de l'Environnement (環境大臣, Kankyō Daijin), traduit officiellement en anglais par Ministry of the Environment, est un des départements ministériels du cabinet du Japon. 
Il a été créé le 6 janvier 2001, lors de la réorganisation du deuxième cabinet de Yoshirō Mori.
Il siège au 1-2-2 Kasumigaseki dans l'arrondissement spécial de Chiyoda à Tokyo. Il est actuellement dirigé, depuis le 1er octobre 2024, par Keiichirō Asao, membre des 102e et 103e Cabinets du Japon emmenés par Shigeru Ishiba.

## Liste des ministres depuis 2001
| #  | Image | Nom                   | Début du mandat   | Fin du mandat     | Cabinet                         |
| -- | ----- | --------------------- | ----------------- | ----------------- | ------------------------------- |
|    |       |                       |                   |                   |                                 |
| 1  |       | Yoriko Kawaguchi      | 6 janvier 2001    | 8 février 2002    | Yoshirō Mori Jun'ichirō Koizumi |
| 2  |       | Hiroshi Ōki           | 8 février 2002    | 30 septembre 2002 | Jun'ichirō Koizumi              |
| 3  |       | Shunichi Suzuki       | 30 septembre 2002 | 22 septembre 2003 | Jun'ichirō Koizumi              |
| 4  |       | Yuriko Koike          | 22 septembre 2003 | 26 septembre 2006 | Jun'ichirō Koizumi              |
| 5  |       | Masatoshi Wakabayashi | 26 septembre 2006 | 27 août 2007      | Shinzō Abe                      |
| 6  |       | Ichirō Kamoshita      | 27 août 2007      | 2 août 2008       | Shinzō Abe Yasuo Fukuda         |
| 7  |       | Tetsuo Saitō          | 2 août 2008       | 16 septembre 2009 | Yasuo Fukuda Tarō Asō           |
| 8  |       | Sakihito Ozawa        | 16 septembre 2009 | 21 septembre 2010 | Yukio Hatoyama Naoto Kan        |
| 9  |       | Ryū Matsumoto         | 21 septembre 2010 | 2 septembre 2011  | Naoto Kan                       |
| 10 |       | Gōshi Hosono          | 2 septembre 2011  | 26 décembre 2012  | Yoshihiko Noda                  |
| 11 |       | Nobuteru Ishihara     | 26 décembre 2012  | 3 septembre 2014  | Shinzō Abe                      |
| 12 |       | Yoshio Mochizuki      | 3 septembre 2014  | 7 octobre 2015    | Shinzō Abe                      |
| 13 |       | Tamayo Marukawa       | 7 octobre 2015    | 3 août 2016       | Shinzō Abe                      |
| 14 |       | Kōichi Yamamoto       | 3 août 2016       | 3 août 2017       | Shinzō Abe                      |
| 15 |       | Masaharu Nakagawa     | 3 août 2017       | 2 octobre 2018    | Shinzō Abe                      |
| 16 |       | Yoshiaki Harada       | 2 octobre 2018    | 11 septembre 2019 | Shinzō Abe                      |
| 17 |       | Shinjirō Koizumi      | 11 septembre 2019 | 4 octobre 2021    | Shinzō Abe Yoshihide Suga       |
| 18 |       | Tsuyoshi Yamaguchi    | 4 octobre 2021    | 10 août 2022      | Fumio Kishida                   |
| 19 |       | Akihiro Nishimura     | 10 août 2022      | 13 septembre 2023 | Fumio Kishida                   |
| 20 |       | Shintaro Ito          | 13 septembre 2023 | 1er octobre 2024  | Fumio Kishida                   |
| 21 |       | Keiichirō Asao        | 1er octobre 2024  | En fonction       | Shigeru Ishiba                  |